# 泽·阿尔西诺
泽·阿尔西诺（Ze Alcino，1974年6月8日—），是巴西职业足球运动员，司职前锋，2002年赛季起连续三年在中国顶级联赛上海中远（后更名为上海国际）效力。